# دانیل پاخوموف
دانیل پاخوموف (روسی: Даниил Павлович Пахомов؛ زادهٔ ۵ اوت ۱۹۹۸) ورزشکار ورزش شنا اهل روسیه است.
وی در مسابقات کشوری و بین‌المللی در مجموع برندهٔ ۶ مدال طلا، ۱ مدال نقره و ۴ مدال برنز شده‌است.